# Монтеязи
Монтея̀зи (на италиански: Monteiasi; на местен диалект Мунтиази, Muntiasi) е град и община в Южна Италия, провинция Таранто, регион Пулия. Населението на града е 5482 души (към 31 август 2009).